# Mauros
Mauros (en bulgare : Мавър, signifiant noir ou sombre) est un dirigeant bulgare et l'un des plus importants partisans de Kouber, qui dirige une sorte de principauté bulgare en Macédoine. Il s'illustre notamment dans une tentative avortée de prendre Thessalonique pour le compte de Kouber. Finalement, il s'installe dans cette cité et rejoint les rangs de l'Empire byzantin. Devenu membre de l'aristocratie locale, il obtient le titre de patrice et est fortement impliqué dans les luttes de pouvoir entre l'empereur Justinien II et son opposant Philippicos, en 710-711. 

## Biographie

### Soutien de Kouber
Mauros apparaît dans les sources comme un proche de Kouber, alors que ce dernier cherche à prendre Thessalonique en 686-687. Il est alors l'un des principaux dirigeants de ce groupe composé de Bulgares et de Sermesianoi, des Byzantins qui ont quitté Sirmium avec les invasions des Slaves et des Bulgares. Installés en Macédoine, ils n'appartient ni au khanat bulgare du Danube, ni à l'Empire byzantin. Pour l'historien Plamen Pavlov, Mauros pourrait être l'équivalent du premier ministre (le khavan ou le général en chef (ichirgu-boil) de Kouber. Quoi qu'il en soit, il est l'un de ses plus proches conseillers. Il est également décrit comme pratiquant la polygamie et le paganisme.
Thessalonique devient une cible quand il s'avère que les Byzantins soumis à Kouber s'y réfugient de plus en plus souvent. Kouber et Mauros décident alors de s'en emparer et d'en faire leur capitale ou une base pour de futures conquêtes. Mauros, qui maîtrise autant le slavon que le grec, est le candidat idéal pour prendre la ville. Il doit s'y rendre en prétendant être le chef d'un groupe de réfugiés fuyant Kouber. Il arrive à pénétrer dans la cité et est même désigné comme responsable de l'ensemble des réfugiés, qu'ils soient Bulgares ou Sermesianoi. Il reçoit alors le titre d'hypatos par l'empereur Justinien II. De fait, il commande une petite troupe, composée d'anciens sujets de Kouber. Si de nombreux habitants de la ville le regardent avec suspicion, il gagne vite en influence et peut poursuivre sa mission sans être repéré.  
Il semble qu'il ait prévu de mener la prise de la ville le samedi de Pâques, comptant sur le manque de préparation de la garnison en cette période de fête. Toutefois, son plan a peut-être fini par être connu des Byzantins. Une flottille dirigée par l'amiral Sisinnios arrive dans la ville peu de temps avant et empêche Mauros de mener son plan à bien. De plus, il semble tomber malade simultanément. Quoi qu'il en soit, il est mis sous surveillance par Sisinnios. Finalement, celui-ci ne parvient pas à prouver l'intention de Mauros de prendre la ville et il finit par l'emmener avec lui à l'extérieur de la cité, espérant peut-être rallier d'autres réfugiés parmi les sujets de Kouber.

### Ralliement à l'Empire byzantin
Si Mauros ne coupe pas tous les liens avec Kouber, il accroît son implantation dans l'Empire byzantin. Trois sceaux de lui ont été retrouvés. Le plus ancien date de la fin du VIIe siècle et témoigne de son ascension au rang de patrice et archonte des Sermesianoi et des Bulgares. Il est d'ailleurs le premier exemple d'un archonte de peuples extérieurs à l'Empire mais intégrés en son sein. Si la plupart des historiens y voient un sceau de Mauros, certains estiment qu'il pourrait concerner le fils de celui-ci. Enfin, Daniel Ziemann postule qu'il pourrait exister deux personnages du nom de Mauros à la même époque. 
Mauros semble prolonger un temps son double jeu, en participant à un plan visant à attenter à la vie de l'empereur. A nouveau, il échoue à se mettre en oeuvre, apparemment dévoilé par un fils de Mauros, qu'il aurait eu avec une femme byzantine. Mauros est alors emprisonné à proximité de Constantinople et déchu de ses titres nobiliaires.
Malgré cet événement, Mauros réapparaît dans les sources comme patrice au service de Justinien II, lors du second règne de celui-ci, entre 705 et 711. En 711, il intervient à l'occasion de la révolte de Cherson, en Crimée byzantine, contre Justinien. Aux côtés d'Etienne, un autre patrice, il mène la flotte loyaliste reprendre cette possession, pour y installer Hélias comme nouveau gouverneur. Victorieux, les impériaux répriment sévèrement les opposants. Toutefois, la flotte est frappée par une forte tempête sur le chemin du retour faisant, selon les sources, des milliers de victimes mais épargnant notamment Mauros. Dans leur traduction de la chronique de Théophane le Confesseur, Cyril Mango et Roger Scott mettent en évidence l'écart temporel entre les événements de Thessalonique et ceux de Cherson, ce qui fragiliserait l'hypothèse que le Mauros intervenant en Crimée soit le même que celui de Thessalonique, sans pouvoir établir de certitudes.
Quelques mois plus tard, Cherson se révolte à nouveau avec l'aide d'Hélias et parvient à piéger la force impériale venue à sa rencontre. Mauros est alors envoyé une deuxième fois en Crimée pour réprimer les rebelles. Renforcée d'engins de siège, son armée met le siège devant Cherson mais elle est rapidement confrontée à l'arrivée des Khazars, le peuple dominant l'Ukraine actuelle et qui soutient les rebelles. Largement inférieur en nombre, Mauros décide alors à son tour de faire défection et de soutenir la cause de Philippicos, le candidat au trône promu par Cherson et qui finit par renverser et exécuter Justinien II le 4 novembre 711. Quant à Mauros, il a pour tâche d'exécuter Tibère, le fils et héritier présomptif de Justinien, qu'il arrache des mains de sa mère réfugiée dans l'église Sainte-Marie-des-Blachernes, pour le mettre à mort. Après ce dernier acte, Mauros disparaît des sources.

## Sources
- (en) Florin Curta, Southeastern Europe in the Middle Ages, 500–1250, Cambridge University Press, 2006 (ISBN 978-0-521-81539-0)
- (en) Cyril Mango et Roger Scott, The Chronicle of Theophanes Confessor. Byzantine and Near Eastern History, AD 284–813, Oxford University Press, 1997 (ISBN 0-19-822568-7)
- (en) Cyril Mango, Nikephoros, Patriarch of Constantinople, Short History, Dumbarton Oaks, Research Library and Collection, 1990 (lire en ligne)
- (en) Nicolas Oikonomidès, A collection of dated Byzantine lead seals, Dumbarton Oaks, 1986 (ISBN 978-0-88402-150-6)
- (de) Daniel Ziemann, Vom Wandervolk zur Grossmacht: die Entstehung Bulgariens im frühen Mittelalter (7.–9. Jahrhundert), Böhlau Verlag Köln Weimar, 2007 (ISBN 978-3-412-09106-4)